# Frodo Sækker
Frodo Sækker (engelsk: Frodo Baggins) er en fiktiv person der første gang bliver nævnt som nevø i J. R. R. Tolkiens “Hobbitten”, og efterfølgende følges som hovedpersonen i trilogi Ringenes Herre.
I Peter Jacksons filmatisering spilles Frodo af Elijah Wood.

## Historie
Frodo er en hobbit, der blev født i år 2968 (i den tredje tidsalder) som søn af Drogo Sækker og Primula Brændebuk. Frodo mistede sine forældre i en ulykke, da han var 12 år. Han boede nogle år hos sin mors familie, indtil han som 21-årig flyttede til Hobbitrup og boede hos sin fætter, Bilbo Sækker. Bilbo er en del år ældre end Frodo, derfor foretrækker Frodo, at kalde Bilbo for onkel.
På sin 111 års-fødselsdag rejste Bilbo fra Hobbitrup og efterlod alt, hvad han ejede, til Frodo, inklusiv en ring, der indeholdte al verdens ondskab. Frodo fyldte 33 år i bogen da hans onkel fyldte 111 år. Man bliver myndig som 33-årig som Hobbit. Kort efter opdagedes Ringens magt af troldmanden Gandalf, og det endte med, at Frodo blev sendt ud sammen med sin gode ven og gartner Samvis Gammegod/Sam for at bringe Ringen til elverne i Kløvedal.
Frodo, Sam og deres to venner Merry og Pippin fik bragt Ringen til Kløvedal, men sammen med Aragorn, Boromir, Gimli, Gandalf og Legolas blev de sendt af sted til Mordor, for at destruere Ringen. Frodo fik en ekstra byrde, da han valgte at være den, der bar Ringen. Frodo og Sam blev skilt fra resten af gruppen, men valgte til trods for det at fortsætte mod deres mål. På vejen mødte de skabningen Gollum, og sammen nåede de tre til Mordor. Men Ringens ondskab havde påvirket Frodo, der i første omgang ikke ville give slip på den. Gollum angriber ham og bider fingeren med ringen af ham. Vanvittig af sin triumf, falder Gollum ned i bjergets brændende indre, og ringen bliver ødelagt.
Efterfølgende rejste Frodo sammen med Gandalf, Bilbo, Elrond og Galadriel til Valinor.